# 東洋哲学
東洋哲学（とうようてつがく、英語: eastern philosophy、繁体字中国語: 東方哲學、朝鮮語: 동양 철학）とは、ヨーロッパから見た東洋すなわちアジアで生まれた哲学を一緒くたに纏めた用語。中国哲学、インド哲学、イスラム哲学、日本哲学も含まれる。これは本来中華文明、インド文明、日本文明などと同列の個別文明に過ぎない欧州文明を特別視するという点でヨーロッパ中心主義的な言葉である。
そのような事情もあり、津田左右吉のように「東洋哲学」という括りを避けた学者もいる。一方で、井上哲次郎・岡倉天心・井筒俊彦のように「東洋哲学」を積極的に論じた学者もいる。中村元は著書『東洋人の思惟方法』で、インド・中国・日本・朝鮮・チベットそれぞれの傾向と差異を論じた。

## 中国哲学
中国の思想の源流はシャーマニズムである。春秋戦国時代に、覇を争った諸侯のための政治哲学として、儒家や道家に代表される諸子百家が、それぞれ自説の優位性を諸侯に説いた。漢代以降、武帝の時代に国教的地位を獲得し、儒家思想から洗練されていった儒教と、道家の老荘思想を取り入れてはいるが、実際は秦の方士徐福のような不老長生を説く神仙思想から発展した道教が発達した。
また、後漢代に仏教が伝来し、六朝隋唐代に盛行した。この時期より、中国哲学は、三教を中心とした宗教哲学として展開する。体系的な仏教哲学の影響をうけ、宋代に、儒教は朱熹らによって体系的な哲学として再構成された。また道教もそれまでの民間宗教から官僚的ヒエラルキーと五行論に基づく理論性を発展させた。仏教自体も、道教的な非論理的傾向を吸収してインド仏教とは異質な中国仏教としての禅宗や浄土教を生み出した。またそれは、最初は対立していた儒仏道の三教が、次第に融合していく過程でもある。
明代には朱熹らの性即理に対して、心即理を説く王陽明の陽明学が隆盛した。が、王陽明の主張を見ると、そこには禅宗の影響が非常に色濃いことは明白である。これら中国哲学の特徴は、世俗性・実践性が強いことである。

## インド哲学
厳しい自然風土と錯綜した複雑な社会構造のもとで、古代インドでは生活の基本となる思想や学問が求められた。そこで生まれたのがヴェーダ（Veda）、ウパニシャッド（Upanisad）の哲学である。『リグ・ヴェーダ』（Rg-Veda）は上天（deva）への讃歌集であり、そこでは、自然現象や抽象概念などが神格化されている。それらの諸神は、三界に配されており、祭祀の際には諸神の中の一神を勧請してきて現世的な利益をもとめることが行なわれていた。ヴェーダ経典にはブラーフマナ（Brahmana）という注釈書が作られ、さらに、ヴェーダ経典を集大成したウパニシャッドやアーラヌヤカによってより深化することとなった。そこでは、宇宙の根元をブラフマン（brahman）と呼び、それに対して人間に内在する原理をアートマン（atman）と名づけ、その二者が一体化した状態を求めることとなった。同時に、人間の行為の善悪の果報の原因を、前生の業（karman）に求める輪廻の思想も発達した

## 日本哲学
日本哲学は伝統的には中華系に属する。日本では大陸渡来の仏教・儒教と、日本古来の神道などの宗教思想が混在してきた。これは中華世界の周辺（朝鮮、ベトナム）の哲学に共通した特徴である。
奈良時代には律令制下で陰陽道が発達を遂げた。その後、平安時代の天台宗・真言宗、鎌倉時代の浄土宗・日蓮宗・臨済宗・曹洞宗など、仏教の各宗派で独自に教義を追究した。
室町時代には、仏教思想を日本独自に発展させた茶の湯や能楽など、個別の芸能を究める動きが起こった。
江戸時代になると、国学や儒学など、体系的な哲学思想が発達した。
明治時代に、西周によって「哲学」という語が作られ、西洋哲学を輸入したり、近代以前の日本哲学と融合させて独自の思想を構築する哲学者が誕生していった。

## その他
- 朝鮮哲学（英語版）、Category:朝鮮の思想史
- 台湾哲学（英語版）
- ベトナム哲学
- ペルシア哲学
- パキスタン哲学
- イスラーム哲学